# مجمع ملی (فرانسه)
مجمع ملی (فرانسوی: Assemblée nationale‎; تلفظ می‌شود [a.sɑ̃.ble.na.sjɔˈnal]) یا مجلس سفلای فرانسه، یکی از دو مجلس پارلمان این کشور است. مجلس سنای فرانسه، که اصطلاحاً مجلس علیا هم نامیده شده، مجلس دیگر فرانسه است.
در مجمع ملی ۵۷۷ نماینده، که اصطلاحاً (دپوتِه députés) به معنی قائم‌مقام خوانده‌می‌شوند، حضور دارند. از هر حوزهٔ نمایندگی، فقط یک نماینده (نظام تک عضوی) از طریق رأی‌گیری دومرحله‌ای انتخاب می‌شود؛ بنابراین: در مجمع ملی ۲۸۹ کرسی برای داشتن اکثریت مورد نیاز است. مجمع توسط یک رئیس، (اکنون، یائل برون-پیوه) که معمولاً از میان بزرگ‌ترین حزب در مجمع انتخاب می‌شود، مدیریت می‌گردد. یک معاون رئیس مجلس نیز از میان سراسر طیف سیاسی نمایندگان، انتخاب می‌شود. دوره 'مجمع ملی پنج سال است؛ ولی رئیس‌جمهور می‌تواند انحلال زودهنگام مجلس را (با فراخوانی برگزاری انتخابات جدید) خواستار شود؛ مگر اینکه مجمع در طول دوازده ماه گذشته منحل شده‌باشد. امکان استفاده از این بند قانون از همه‌پرسی سال ۲۰۰۰ به بعد، که مدت‌زمان ریاست‌جمهوری از هفت سال به پنج سال کاهش داده‌شد، بسیار نادر شده است؛ زیرا در فرانسه معمولاً حزب حامی رئیس‌جمهور اکثریت کرسی‌های مجلس را در انتخابات مجمع ملی که معمولاً دو ماه پس از انتخابات ریاست‌جمهوری برگزار می‌شود به‌دست می‌آورد؛ بنابراین استفاده از این قانون برای رئیس‌جمهور معمولاً بی‌فایده است.